# Gabriel Schürrer
Gabriel Francisco Schürrer Peralta (Rafaela, 16 agosto 1971) è un allenatore di calcio ed ex calciatore argentino, di ruolo difensore.

## Carriera

### Giocatore
Dopo 200 presenze col Lanús, si trasferisce al Racing Santander con cui gioca 67 partite in due anni; passato al Deportivo La Coruña gioca con una certa continuità e vince la Liga 99-2000. Ogni due anni si trasferisce in un'altra squadra, sempre della Primera División, prima di passare, nel 2004, all'Olympiakos. Sempre dopo due anni torna in Spagna, tra le file del Málaga, dove conclude la carriera.

### Allenatore
Inizia ad allenare in un club professionista nel novembre del 2010, quando sostituisce Luis Zubeldía alla guida del Lanús, squadra per la quale stava già svolgendo l'incarico di tecnico delle giovanili. Dopo sole sette partite alla guida dell'Argentinos Juniors si dimette nel febbraio del 2013 e rimane fermo un anno, finché non viene chiamato a guidare il Crucero del Norte a marzo del 2014, squadra con cui ottiene la promozione in Primera División, salvo dimettersi il 22 aprile 2015 a seguito della decima giornata di campionato. Il 13 luglio 2015 accetta l'incarico di allenatore al Gimnasia Jujuy.

## Palmarès

### Competizioni nazionali
- Primera B Nacional: 1

Lanús: 1991-1992
- Campionato spagnolo: 1

Deportivo La Coruña: 1999-2000
- Campionato greco: 2

Olympiakos: 2004-2005, 2005-2006
- Coppa di Grecia: 1

Olympiakos: 2004-2005